# Massicus pascoei
Massicus pascoei är en skalbaggsart som först beskrevs av Thomson 1857.  Massicus pascoei ingår i släktet Massicus och familjen långhorningar. Inga underarter finns listade i Catalogue of Life.